# Тектюр
Тектюр (рос. Тектюр) — село у Мегіно-Кангалаському улусі Республіки Сахи Російської Федерації.
Населення становить 1184 особи. Належить до муніципального утворення Жанхадинський наслег.

## Географія

### Клімат
| Клімат Тектюра            | Клімат Тектюра | Клімат Тектюра | Клімат Тектюра | Клімат Тектюра | Клімат Тектюра | Клімат Тектюра | Клімат Тектюра | Клімат Тектюра | Клімат Тектюра | Клімат Тектюра | Клімат Тектюра | Клімат Тектюра | Клімат Тектюра |
| Показник                  | Січ.           | Лют.           | Бер.           | Квіт.          | Трав.          | Черв.          | Лип.           | Серп.          | Вер.           | Жовт.          | Лист.          | Груд.          | Рік            |
| Середній максимум, °C     | −37,6          | −30,2          | −14            | 0,7            | 12,7           | 22,4           | 25,5           | 21,2           | 11,4           | −4             | −25,1          | −35,5          | −4             |
| Середня температура, °C   | −41,4          | −35,9          | −22,1          | −6,6           | 6,3            | 15,4           | 18,6           | 14,5           | 5,8            | −8,7           | −29,7          | −39,3          | −10            |
| Середній мінімум, °C      | −45,1          | −41,5          | −30,2          | −13,9          | 0,0            | 8,4            | 11,7           | 7,9            | 0,2            | −13,4          | −34,2          | −43,1          | −16            |
| Норма опадів, мм          | 9              | 7              | 6              | 10             | 20             | 40             | 40             | 38             | 31             | 20             | 15             | 12             | 248            |
| ------------------------- | -------------- | -------------- | -------------- | -------------- | -------------- | -------------- | -------------- | -------------- | -------------- | -------------- | -------------- | -------------- | -------------- |
| Джерело: climate-data.org |                |                |                |                |                |                |                |                |                |                |                |                |                |

## Історія
Згідно із законом від 30 листопада 2004 року органом місцевого самоврядування є Жанхадинський наслег.

## Населення
| 2002 | 2010  |
| ---- | ----- |
| 1269 | ↘1184 |